# فرودگاه سوت لیکلند
فرودگاه سوت لیکلند (به انگلیسی: South Lakeland Airport) یک فرودگاه است . این فرودگاه در کشور ایالات متحده آمریکا قرار دارد .